# 章潤 (萬曆進士)
章潤（1544年—？），字實甫，直隸揚州府江都縣人，軍籍，明朝政治人物。

## 生平
嘉靖四十三年（1564年）甲子科應天府鄉試第十五名，萬曆五年（1577年）丁丑科會試第一百七十九名，登二甲第三十名進士。历官安吉州知州、瑞州府知府，十九年八月升四川按察司副使，二十二年十一月升广东参政、分守岭西。

## 家族
曾祖章聰；祖父章輪；父章鑰。前母余氏；前母蕭氏；母胡氏。永感下。